# 長南町
長南町（ちょうなんまち）は、千葉県の南東部に位置し、長生郡に属する町。
都市雇用圏における東京都市圏。名水百選の熊野の清水が湧出し、ホタル観賞地を有する。

## 地理
千葉県南東部に位置し、県庁所在地である千葉市から約25キロメートルの距離である。東京都の都心から50 - 60キロメートル圏内である。都市雇用圏における東京都市圏に含まれ、茂原市への通勤率は23.9%（平成22年国勢調査）。なお、東京都（特に東京国際空港（羽田空港）や神奈川県からは東京湾アクアライン若しくは東京湾フェリーを利用した場合が移動距離の短縮となる。
房総丘陵（丘陵地帯）の中に位置し、平地は少なく、山がちな地形である。
気候の特徴としては、夏の日中は比較的暑くなるが、朝晩は比較的過ごしやすい。冬は東京湾沿岸部（内房）や太平洋沿岸部（外房）などで雨が降る場合であっても町内は雪の降ることが多く、内陸性気候に近い。ゴルフ場が多いのも特徴である。

### 地形
山岳：野見金山（房総丘陵）
河川：三途川（一宮川水系一宮川の支流）

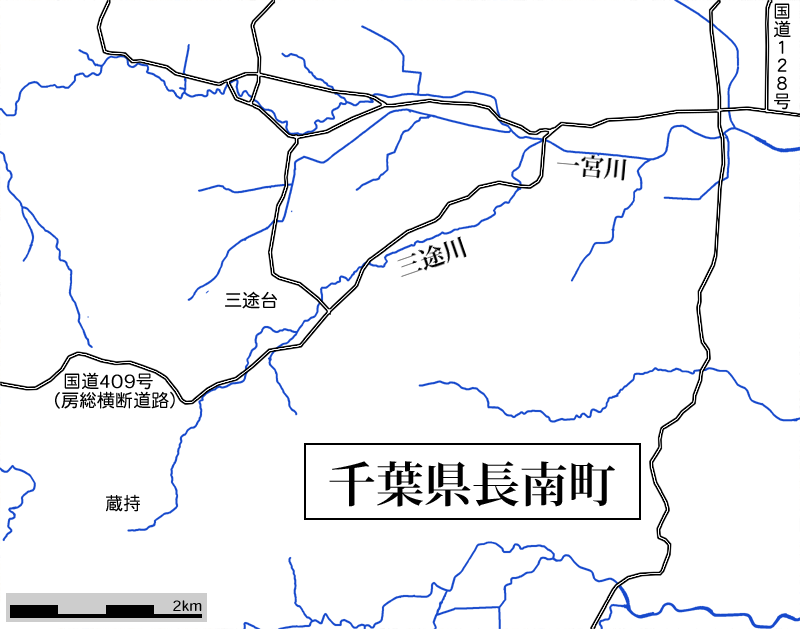
三途川の地図

### 隣接自治体
- 茂原市、市原市
- 長生郡：長柄町、睦沢町
- 夷隅郡：大多喜町

## 歴史
- 1955年（昭和30年）

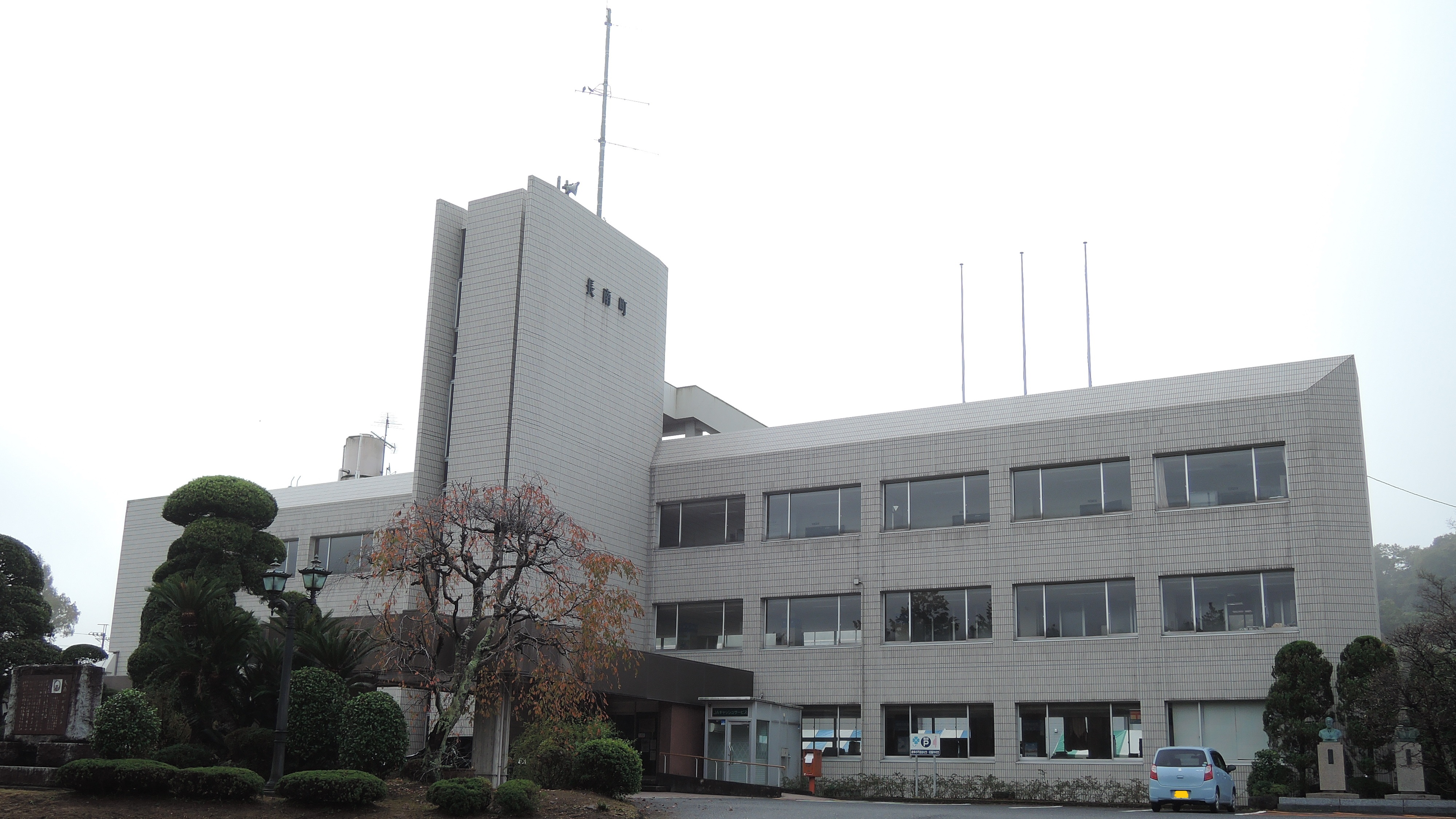
旧長南町役場（2014年）

  - 2月11日 - 庁南町、西村、東村、豊栄村が合併して新設。
  - 4月1日 - 水上村の一部（深沢、笠森）を編入し、大字須田の一部を茂原市へ編入。
- 2023年（令和5年）2月27日 - 新庁舎での業務開始[2]。

## 人口
平成27年国勢調査より前回調査からの人口増減をみると、9.56%減の8,206人であり、増減率は千葉県下54市町村中53位、60行政区域中59位。長生郡では唯一、過疎地域に指定されている。
| |                                        |  |
| 長南町と全国の年齢別人口分布（2005年） | 長南町の年齢・男女別人口分布（2005年） |  |
| ■紫色 ― 長南町 ■緑色 ― 日本全国 | ■青色 ― 男性 ■赤色 ― 女性              |  |
| 長南町（に相当する地域）の人口の推移 \| 1970年（昭和45年） \| 11,906人 \| \| \| 1975年（昭和50年） \| 11,662人 \| \| \| 1980年（昭和55年） \| 11,509人 \| \| \| 1985年（昭和60年） \| 11,640人 \| \| \| 1990年（平成2年） \| 11,482人 \| \| \| 1995年（平成7年） \| 11,339人 \| \| \| 2000年（平成12年） \| 10,628人 \| \| \| 2005年（平成17年） \| 9,824人 \| \| \| 2010年（平成22年） \| 9,073人 \| \| \| 2015年（平成27年） \| 8,206人 \| \| \| 2020年（令和2年） \| 7,198人 \| \| |                                        |  |
| 総務省統計局 国勢調査より |                                        |  |
| 1970年（昭和45年） | 11,906人                               |  |
| 1975年（昭和50年） | 11,662人                               |  |
| 1980年（昭和55年） | 11,509人                               |  |
| 1985年（昭和60年） | 11,640人                               |  |
| 1990年（平成2年） | 11,482人                               |  |
| 1995年（平成7年） | 11,339人                               |  |
| 2000年（平成12年） | 10,628人                               |  |
| 2005年（平成17年） | 9,824人                                |  |
| 2010年（平成22年） | 9,073人                                |  |
| 2015年（平成27年） | 8,206人                                |  |
| 2020年（令和2年） | 7,198人                                |  |

## 行政

### 町長
- 町長：平野 貞夫[3]

### 立法

#### 町政
- 長南町議会
- 定数：13[4]

#### 県政
- 千葉県議会
- 選挙区：長生郡選挙区
- 定数：1名

#### 国政
- 衆議院
  - 選挙区：全域が千葉県第11区に属する。
- 参議院
  - 選挙区：千葉県選挙区に属する。

## 経済
第一次産業が基幹産業となっている。この地域は他の市町村と同じく、農業用水を確保するための溜池が多い。ゴルフ場が多いため、スポーツ施設提供業が盛んである。
- 農業
- 製造業
- ガス事業（南関東ガス田）
- スポーツ施設提供業
  - 長南グリーン株式会社 - 京成グループの会社（小湊鉄道の子会社）
  - グレートアイランド倶楽部 - メンバーシップ制のゴルフ場、伊藤園レディスゴルフトーナメントの会場

## 地域

### 医療
二次医療圏（二次保健医療圏）としては山武長生夷隅医療圏（管轄区域：山武・長生・夷隅地域）である。三次医療圏は千葉県医療圏（管轄区域：千葉県全域）。
医療提供施設は特筆性の高いもののみを記載する。
- 二次医療圏
  - 東千葉メディカルセンター（東金市、災害拠点病院[6]・救命救急センター）
  - 公立長生病院（茂原市・救急機関センター）

### 教育

#### 中学校
- 長南町立長南中学校

#### 小学校
- 長南町立長南小学校

#### 幼稚園
- 長生学園幼稚園

#### 児童福祉施設
- 長南町立長南保育所

## 交通

### 鉄道
町内には鉄道は通っていない。鉄道を利用する場合の最寄り駅は、JR東日本外房線茂原駅、小湊鉄道上総牛久駅。

#### 廃止された鉄道
1909年から1926年までは庁南茂原間人車軌道、1930年から1939年までは南総鉄道が茂原駅と当町の間を結んでいた。

### バス路線
中心バス停留所：長南駐車場

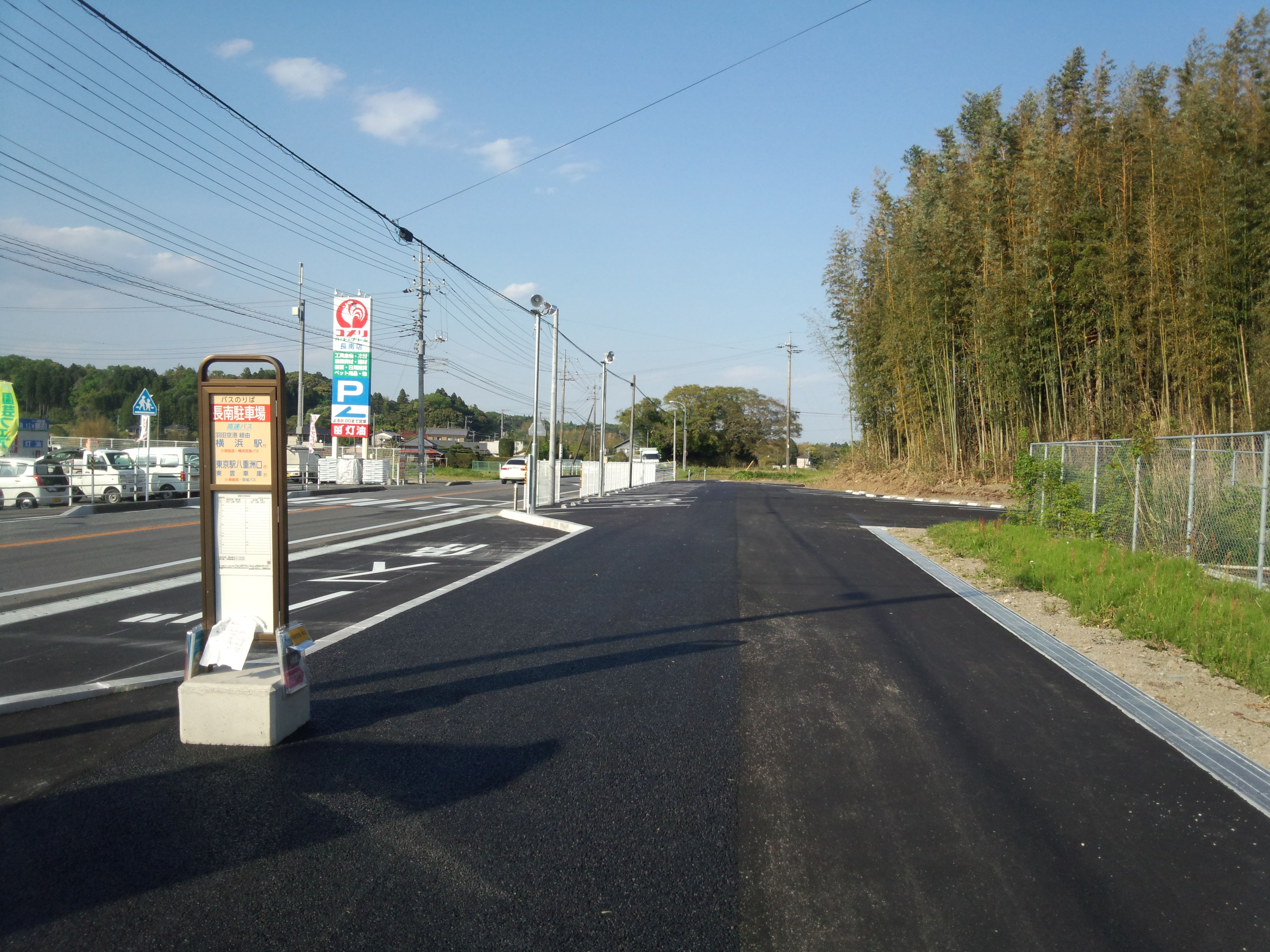
長南駐車場バス停留所（パークアンドライド方式）

首都圏中央連絡自動車道茂原長南インターチェンジ近くの国道409号沿いに長南駐車場（バス停留所）が整備されている。パークアンドライド方式の無料駐車場が併設されている。また、町内には小湊鉄道長南営業所がある。

#### 高速バス
- 羽田空港・横浜ルート（小湊鉄道）
  - 茂原駅 - 長南駐車場 - 市原鶴舞バスターミナル ⇔ 羽田空港第1ターミナル - 羽田空港第2ターミナル - 横浜駅（東京湾アクアライン経由）
  - 茂原駅 - 長南駐車場 ⇔ 成田空港

#### 路線バス
- 小湊鉄道
  - 長南町巡回バス

### 道路
高速道路
- 首都圏中央連絡自動車道（圏央道）
  - - 茂原長南IC -

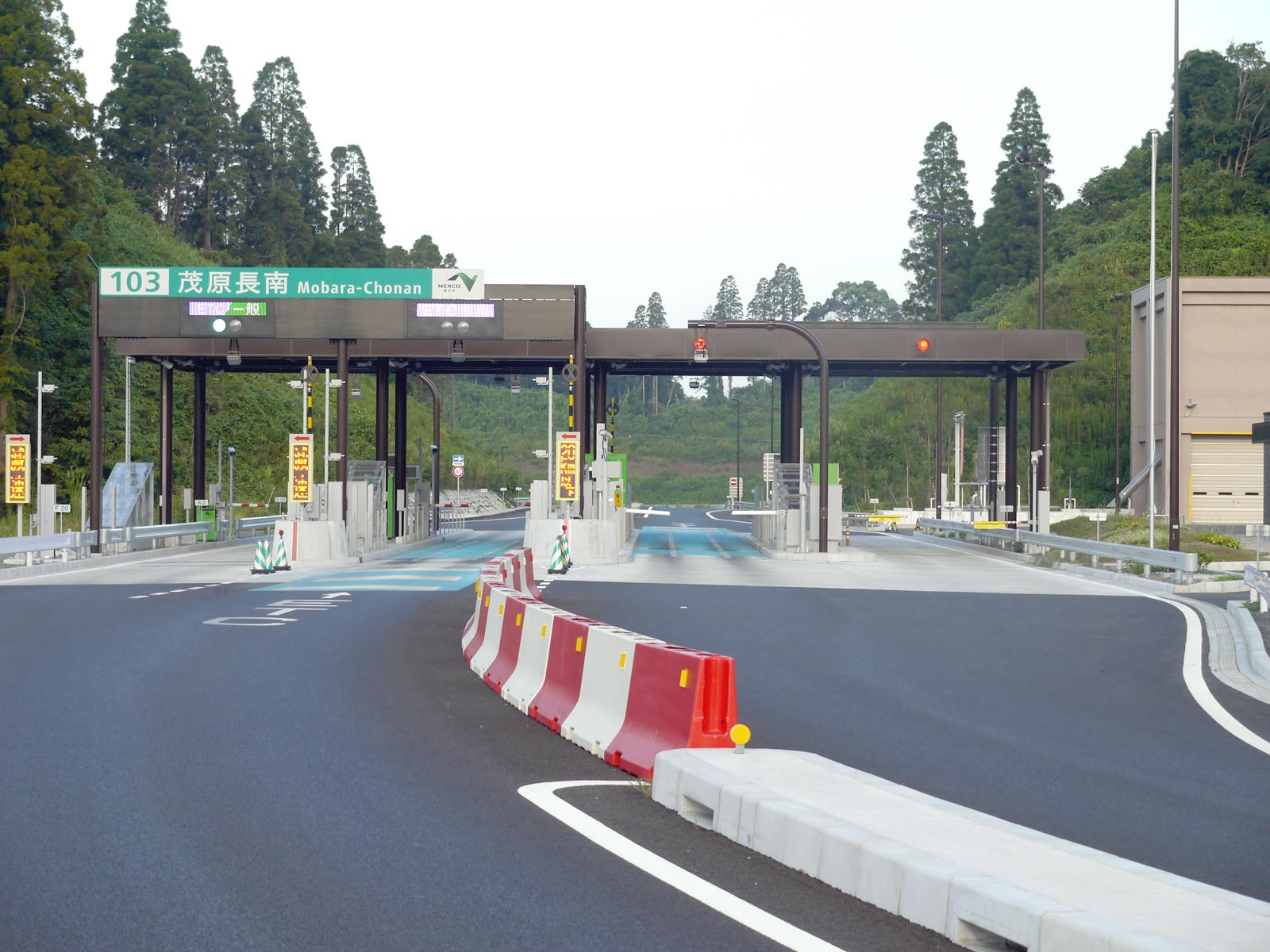
茂原長南インターチェンジ（首都圏中央連絡自動車道）

  - ※茂原長南インターチェンジは町内千手堂と茂原市石神地先に跨る。

一般国道
- 国道409号

主要地方道
- 千葉県道13号市原茂原線
- 千葉県道27号茂原大多喜線

一般県道
- 千葉県道147号長柄大多喜線
- 千葉県道148号南総一宮線
- 千葉県道171号加茂長南線
- 千葉県道293号茂原環状線

農業用道路
- 南総広域農道

## 名所・旧跡・観光スポット・祭事・催事

### 名所・旧跡・観光スポット
- 熊野の清水：名水百選
- 笠森寺：坂東三十三箇所三十一番札所

熊野の清水

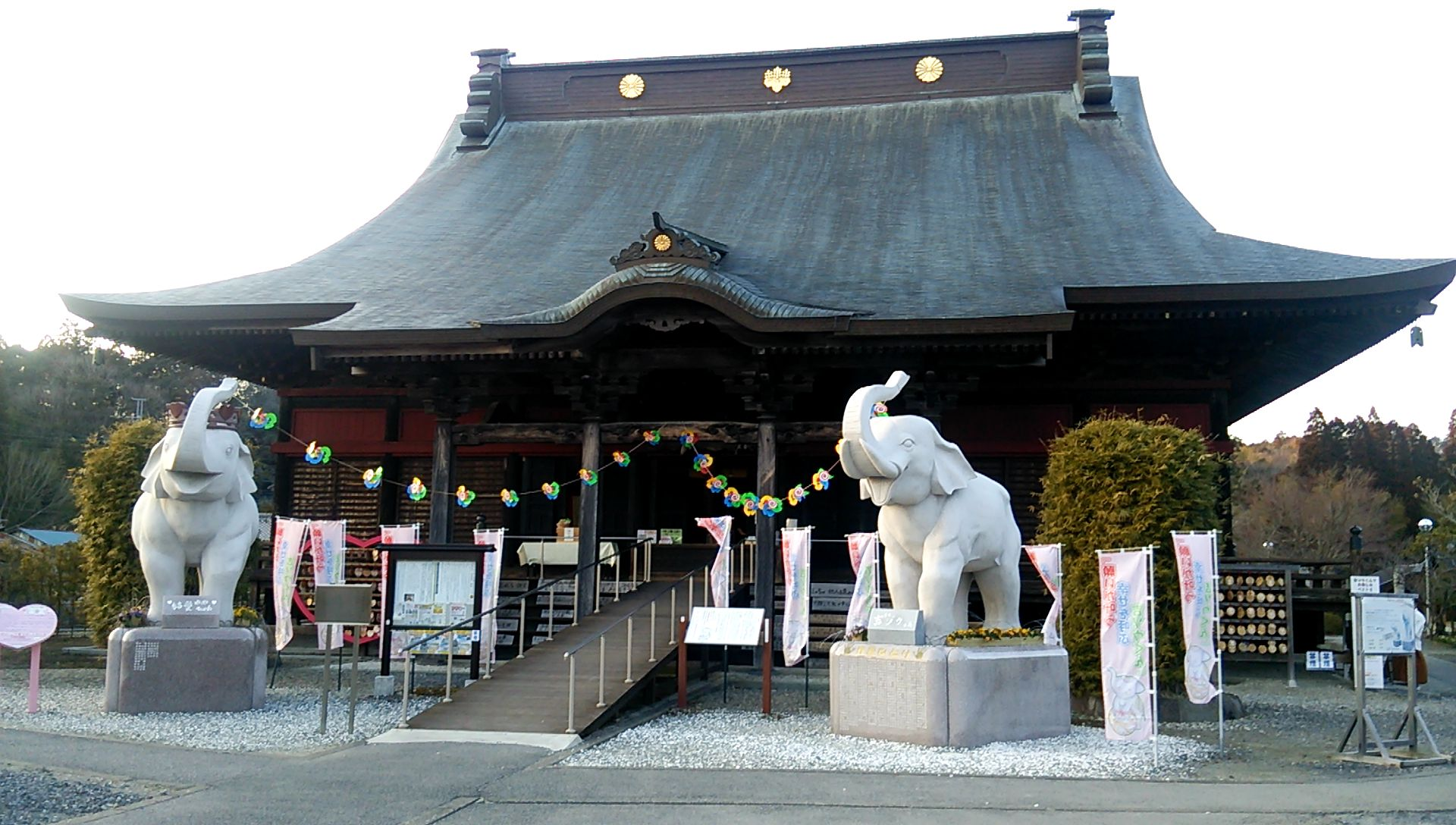
長福寿寺

  - 笠森寺観音堂と鋳銅唐草文釣燈籠：国の重要文化財
  - 笠森寺自然林：国の天然記念物
- 報恩寺
  - 木造阿弥陀如来坐像：国の重要文化財
- 称念寺：欄間に波の伊八の彫刻がある
  - 本堂：千葉県指定有形文化財
- 浄徳寺：安房上総知県事役所が置かれた
- 長福寿寺：天台宗の古刹
  - 木造慈恵大師坐像：千葉県指定有形文化財
- 本詮寺
- 能満寺古墳
- 庁南城跡：戦国期の上総武田氏居城
- 野見金山（野見金公園）

### 名物・名産品

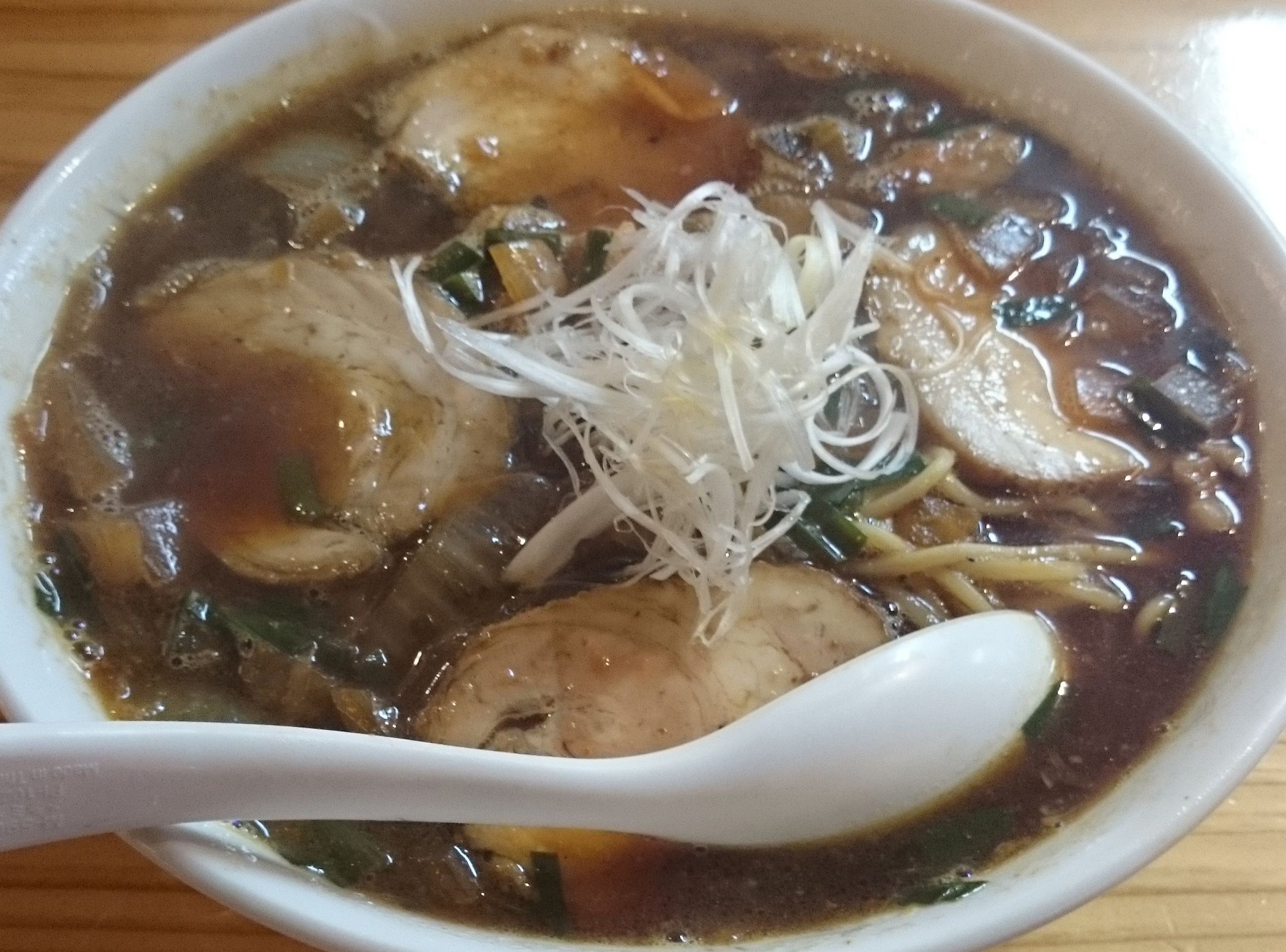
アリランラーメン

- アリランラーメン（ご当地ラーメン）：町内の「らーめん八平」で提供されている

### 祭事・催事
- 子ども祭りイン長南
- べにばな祭り
- ホタル観賞会
- 長南町大花火大会：毎年8月17日に開催される
- 長南町町民体育祭
- まめっこクラブ
- 枝豆祭り
- 長南フェスティバル

## 文化財
国・県指定および国登録文化財一覧。
| 番号 | 指定・登録 | 類別                     | 名称                             | 所在地                               | 所有者または管理者 | 指定年月日      | 備考 |
| ---- | ---------- | ------------------------ | -------------------------------- | ------------------------------------ | ------------------ | --------------- | ---- |
| 1    | 国指定     | 重要文化財（建造物）     | 笠森寺観音堂                     | 長生郡長南町笠森302                  | 笠森寺             | 明治41年8月1日  | 1棟  |
| 2    | 国指定     | 重要文化財（彫刻）       | 木造阿弥陀如来坐像               | 長生郡長南町報恩寺252                | 報恩寺             | 昭和34年6月27日 | 1躯  |
| 3    | 国指定     | 重要文化財（工芸品）     | 鋳銅唐草文釣燈籠                 | 東京国立博物館1基・県立中央博物館1基 | 笠森寺             | 昭和34年6月27日 | 2基  |
| 4    | 国指定     | 記念物（天然記念物）     | 笠森寺自然林                     | 長生郡長南町笠森字観音山207 他       | 笠森寺             | 昭和45年1月23日 |      |
| 5    | 県指定     | 有形文化財（建造物）     | 称念寺本堂                       | 長生郡長南町千田1370-1               | 称念寺             | 平成7年3月14日  | 1棟  |
| 6    | 県指定     | 有形文化財（彫刻）       | 木造慈恵大師坐像                 | 長生郡長南町長南969-1                | 長福寿寺           | 昭和42年3月7日  | 1躯  |
| 7    | 県指定     | 有形文化財（工芸品）     | 鋳銅孔雀文磬（応永三十三年在銘） | 県立中央博物館                       | 笠森寺             | 昭和36年6月9日  | 1面  |
| 8    | 県指定     | 有形文化財（工芸品）     | 鋳銅鰐口（応永三十四年在銘）     | 県立中央博物館                       | 笠森寺             | 昭和36年6月9日  | 1口  |
| 9    | 県指定     | 有形文化財（工芸品）     | 梵鐘（徳治元年在銘）             | 長生郡長南町報恩寺252                | 報恩寺             | 昭和47年9月29日 | 1口  |
| 10   | 県指定     | 有形文化財（工芸品）     | 黒糸肩裾取威胴丸兜、小具足付     | 県立中央博物館大多喜城分館           | 個人               | 平成4年2月28日  | 1領  |
| 11   | 県指定     | 有形民俗文化財           | 芝原人形製作用具                 | 長南町立郷土資料館                   | 個人               | 昭和47年9月29日 | 一括 |
| 12   | 県指定     | 記念物（史跡）           | 白井鳥酔ノ墓                     | 長生郡長南町地引580-1                | 正善寺             | 昭和10年3月26日 |      |
| 13   | 県指定     | 記念物（史跡）           | 能満寺古墳                       | 長生郡長南町芝原3829他               | 熊野神社           | 昭和33年4月23日 |      |
| 14   | 県指定     | 記念物（史跡）           | 油殿古墳群                       | 長生郡長南町                         | 個人               | 昭和52年3月8日  |      |
| 15   | 国登録     | 登録有形文化財（建造物） | 星野家薬局店舗他                 | 長生郡長南町長南2574                 | 個人               | 平成11年7月8日  | 3件  |

## 出身有名人
- 白井鳥酔　江戸時代の俳人　地引出身
- 上田広 - 小説家。豊栄村出身
- 田中豊 - 名誉町民、衆議院議員。庁南町出身
- 渡辺辰五郎 - 教育家

### 関連人物
- 三橋美智也・「長南音頭」があり芹洋子・町歌の「ふるさとは緑・長南」がある。1980年（昭和55年）3月制定。